# 学校評議員
学校評議員（がっこうひょうぎいん）とは、学校運営に関して意見を述べる人員のことである。学校評議員の制度は、学校教育法施行規則（昭和22年文部省令第11号）の第49条に定められている。

## 概要
高等教育の段階を除いた学校（幼稚園、小学校、中学校、高等学校、中等教育学校、特別支援学校）には、その学校の設置者（教育委員会、学校法人、国立大学法人など）の定めるところにより、学校評議員をおくことができる。学校評議員は、校長の求めに応じ、学校運営に関して意見を述べることができる。
学校評議員の委嘱は、その学校の職員以外の者で教育に関する理解及び識見を有するもののうちから、校長の推薦により、その学校の設置者が行うとされている。 
学校評議員については、1人1人がそれぞれの責任において意見を述べるとされているが、設置者の定めや校長の判断により、学校評議員が一堂に会する「学校評議員会」などの会合を通じて意見が述べられることもある。各学校において学校評議員が意見を述べる会合は、1年間あたりに2回以上開かれることが多い。

## 経緯
学校評議員の制度は、地域社会に開かれた学校づくりを一層推進していくため、保護者や地域住民などの相互の意思疎通や協力関係を高めるために設けられた。制度の趣旨は、文部省（現在の文部科学省）の中央教育審議会が1998年（平成10年）9月21日に行った答申『我が国の地方教育行政の今後の在り方について』の第3章の「6 地域住民の学校運営への参画」に基づいている。2000年（平成12年）1月21日には、「学校教育法施行規則等の一部を改正する省令」（平成12年文部省令第3号）が公布された。この一部改正省令に基づき、学校評議員の制度は、2000年（平成12年）4月1日から成立している。
なお、公立学校については、2004年（平成16年）9月9日から、地域住民や保護者などを委員（構成者）とする学校運営協議会を、個別の学校ごとに教育委員会の判断に基づいておくことが可能な制度が成立している。学校運営協議会と学校評議員は、その目的や性質が異なり、学校運営協議会は、地域社会の意思に基づく学校運営のために一定の権限を有し、学校評議員は、校長の職務（校務）を適確に実施させるために意見を述べる権限のみを有している。各学校には、学校運営協議会と学校評議員を同時におくことも可能であり、各学校における両者の役割の詳細は、各学校の設置者が定めることになっている。